# Aéroport international de Sacramento
L'aéroport international de Sacramento (code IATA : SMF • code OACI : KSMF) est l'aéroport principal de la ville de Sacramento en Californie. Il est exploité par le comté de Sacramento.

## Historique
L'aéroport a été mis en service le 21 octobre 1967. Avant cette date les vols étaient pris en compte par le Sacramento Executive Airport (aéroport municipal). L'aéroport était utilisé initialement par cinq compagnies : Pacific Airlines, PSA Airlines, United Airlines, Western Airlines et West Coast Airlines (en).
L'aéroport a été agrandi dans les années 1980, avec notamment une zone cargo en 1985 et l'ouverture d'une seconde piste est en 1987. Le Concorde y a atterri le 24 juin 1998. Les compagnies America West, Continental Airlines, Morris Air (en) et American Eagle Airlines ont rejoint les cinq compagnies initiales durant cette période.

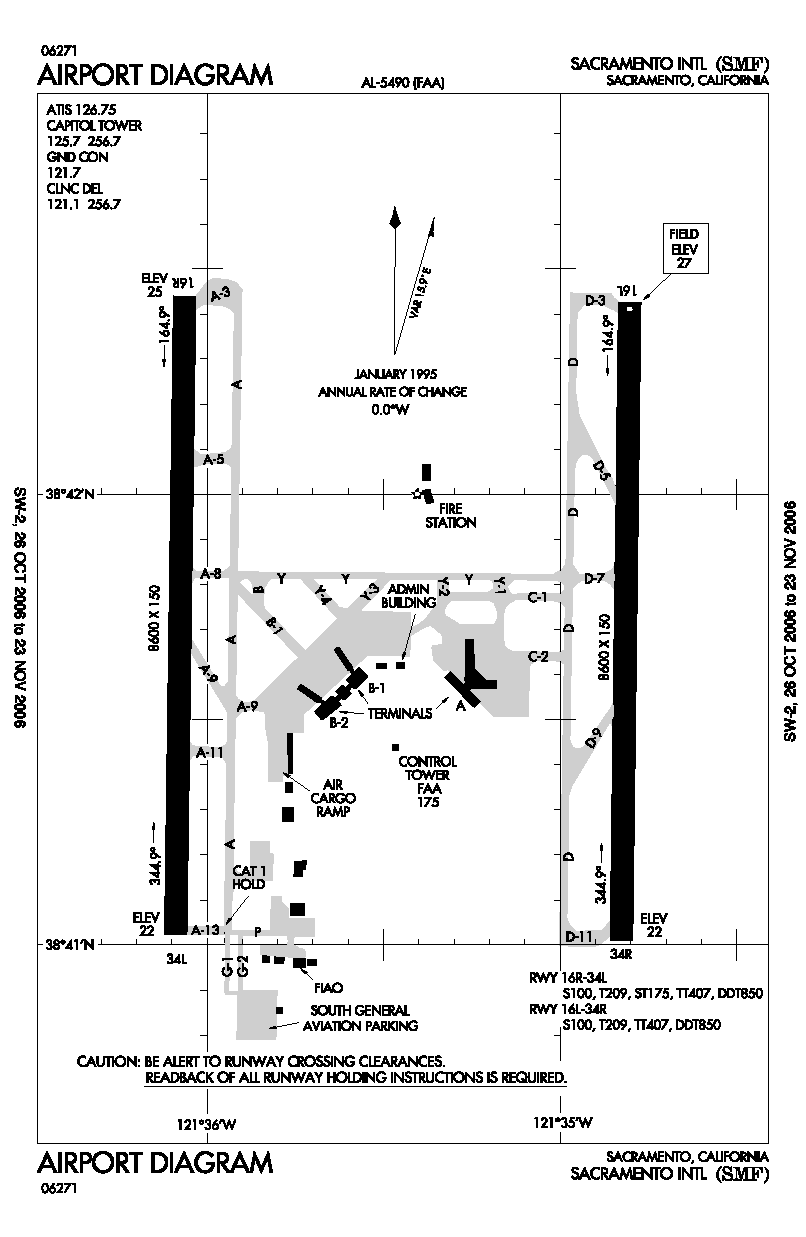
Plan de l'aéroport de Sacramento.

## Situation
| Burbank Santa Rosa Arcata CA Long Beach Merced Santa Monica Fresno Los Angeles Palm Springs Sacramento San Diego San Francisco San Jose Oakland Ontario Santa Ana Monterey Chico Crescent City Imperial Inyokern Mammoth Lakes Carlsbad Bakersfield Modesto Redding San Luis Obispo Santa Barbara Santa Maria Stockton Visalia |

## Terminaux et compagnies aériennes

### Terminaux
L'aéroport de Sacramento dispose de deux terminaux (terminal A et B). L'aéroport possède 32 portes en tout, 19 dans le terminal B et 13 dans le terminal A. L'ancien terminal B possédait 14 portes. Six compagnies opèrent depuis le terminal A et huit depuis le terminal B.

### Compagnies aériennes et destinations
| Compagnies           | Destinations | Refs   |
| -------------------- | --- | ------ |
| Aeroméxico           | Guadalajara-M. Hidalgo y Costilla | [ 1 ]  |
| Air Canada Express   | Vancouver | [ 2 ]  |
| Alaska Airlines      | Boise, Portland, San Diego, Seattle-Tacoma En saison : Los Cabos | [ 3 ]  |
| American Airlines    | Charlotte-Douglas, Chicago-O'Hare, Dallas-Fort Worth, Phoenix-Sky Harbor En saison : Los Cabos | [ 5 ]  |
| American Eagle       | Los Angeles | [ 5 ]  |
| Boutique Air         | Merced | [ 6 ]  |
| Contour Airlines     | En saison : Palm Springs |        |
| Delta Air Lines      | Atlanta H.-Jackson, Détroit, Minneapolis-Saint-Paul, Salt Lake City, Seattle-Tacoma, |        |
| Delta Connection     | Los Angeles, Salt Lake City | [ 10 ] |
| Frontier Airlines    | Denver, Las Vegas-Harry-Reid, Ontario , Phoenix-Sky Harbor | [ 12 ] |
| Hawaiian Airlines    | Honolulu, Kahului | [ 13 ] |
| JetBlue              | New York-John F. Kennedy En saison : Boston Logan | [ 14 ] |
| Southwest Airlines   | Austin-Bergstrom, Boise, Burbank-Hollywood, Chicago-Midway, Dallas-Love Field, Denver, Honolulu, Kahului, Las Vegas-Harry-Reid, Long Beach, Los Angeles, Ontario, Santa Ana-J. Wayne, Phoenix-Sky Harbor, Portland, San Diego, Seattle-Tacoma, Spokane, Lambert-Saint Louis En saison : Baltimore-T. Marshall, Houston-W. P. Hobby, La Nouvelle-Orléans-L. Armstrong, Orlando, Salt Lake City, Los Cabos | [ 15 ] |
| Spirit Airlines      | Las Vegas-Harry-Reid | [ 16 ] |
| Sun Country Airlines | En saison : Minneapolis-Saint-Paul | [ 17 ] |
| United Airlines      | Chicago-O'Hare, Denver, Houston-George Bush, Washington-Dulles En saison : Newark-Liberty |        |
| United Express       | Denver, Los Angeles, San Francisco | [ 18 ] |
| Volaris              | Guadalajara-M. Hidalgo y Costilla, León-Guanajuato (Bajio), Mexico-B. Juárez, Morelia | [ 19 ] |

Édité le 02/12/2020

## Statistiques

### Graphique
Pour des raisons techniques, il est temporairement impossible d'afficher le graphique qui aurait dû être présenté ici.

Voir la requête brute et les sources sur Wikidata.

### Répartition du trafic passagers
Le tableau suivant récapitule le trafic passager par compagnie pour l'année 2010.
| Rang | Compagnie                        | Taux   | Total     |
| ---- | -------------------------------- | ------ | --------- |
| 1    | Southwest Airlines               | 52,5 % | 4 642 281 |
| 2    | United Airlines/United Express   | 10,6 % | 936 461   |
| 3    | Delta Air Lines/Delta Connection | 8,1 %  | 713 134   |
| 4    | Alaska Airlines/Horizon Air      | 7,8 %  | 691 336   |
| 5    | US Airways/US Airways Express    | 5,1 %  | 452 876   |
| 6    | American Airlines                | 4,2 %  | 370 897   |
| 7    | Continental Airlines             | 3,6 %  | 320 049   |
| 8    | Frontier Airlines                | 3,1 %  | 274 474   |
| 9    | JetBlue                          | 2,4 %  | 215 158   |
| 10   | Hawaiian Airlines                | 1,7 %  | 165 122   |